# 신동철
신동철(1962년 11월 19일 ~ )은 대한민국의 전 축구 선수 및 지도자이다. 현역 시절 포지션은 공격수였다.

## 선수 경력
1983시즌을 앞두고 국민은행 축구단에 입단했다. 1983년 슈퍼리그 원년 당시 명지대학교 소속 선수였지만 이중등록을 통해 국민은행 소속으로 출전하였다. 국민은행에서 2경기에 출전해 1골 1도움을 기록했다.
1984년, 다시 명지대학교로 돌아갔다.
이후 명지대학교를 졸업하였으며 1986년, 유공 코끼리에 입단했다. 1992 시즌 K리그 도움상을 수상하였다.

## 수상

### 클럽
유공 코끼리
- K리그 우승 1회 : 1989

### 개인
- K리그 도움상 : 1992
- K리그 베스트 11 : 1988, 1992